# Kjell Dahlin
Kjell Dahlin, född 2 mars 1963 i Timrå, Timrå köping, är en svensk före detta ishockeyspelare. Under mitten av 1980-talet var han en tongivande spelare i den anrika klubben Montreal Canadiens i NHL, där han var lagkamrat med en till spelare från Timrå, Mats Näslund. 
Dahlin draftades av Montreal i 1981 års draft (i fjärderundan, som 82:a namn totalt) men spelade i Sverige till och med säsongen 1984-85, då han gjorde en magisk säsong i Färjestads BK med 46 poäng (21 mål, 25 assists) på 35 matcher. 
Under sin rookiesäsong i NHL, tangerade han klubbrekordet för nykomlingar i Montreal när han gjorde 71 poäng (32 mål, 39 assists) på 77 matcher. Det räckte också för att vinna NHL:s poängliga för rookies och bli invald i NHL All-Rookie Team men priset som årets nykomling gick trots det till backen Gary Suter. En bidragande orsak var att Dahlins produktion sjönk ju längre säsongen pågick, något han själv skyllde på att han var van vid 40-50 matcher per säsong. Han gjorde bara 4 mål under de sista 19 matcherna under ordinarie säsong, och bara 2 till under de 19 slutspelsmatcher som krävdes för att Montreal samma säsong överraskande skulle ta hem Stanley Cup. Ett av slutspelsmålen var matchavgörande i den tredje finalmatchen mot Calgary Flames.
Nästföljande NHL-säsong förstördes av skador på knän, rygg och revben. Dahlin kunde bara spela 41 matcher och hans poängproduktion sjönk till 20. Säsongen efter, 1987–88, blev också den skadedrabbad - han spelade 48 matcher och gjorde 25 poäng.
Därefter återvände han till Sverige och spelade flera framgångsrika säsonger ihop med Thomas Rundqvist i Färjestads BK. Bland annat tog han klubben till två raka SM-finaler.
Totalt spelade han 11 A-landskamper med Tre Kronor, dock inte i något större mästerskap.
År 1994 avslutade han sin proffskarriär och har sedan dess bland annat ägnat sig åt att träna juniorer.